# Šala (jezero)
Šala  je jezero u regiji Oromia, Etiopiji, udaljeno oko 230 km južno od glavnog grada Adis Abebe. Jezero je dio Nacionalnog parka Abijata-Šala

## Zemljopisne osobine
Jezero leži na nadmorskoj visini od 1,558 metara, južno od jezera: Abijata i Langano u Velikoj rasjednoj dolini. Vulkanskog je porijekla okruženo stjenovitim crnim stijenama.
Najveći dio obale jezera je strm, ali postoje i plitke uvale s pijeskom i blatom, poput susjednog jezera Abijata i na Jezeru Šala ima puno termalnih izvora iz kojih se diže para.
Jezero Šala je najdublje jezero od svih susjednih jezera iz grupe Gala (jezera Velike rasjedne doline), pokriva površinu od oko 32 900 ha, s najvećom dubinom od 266 m (prosječna dubina je 86 m).
Površinska temperatura vode iznosi od 21°C - 27°C, a pH vrijednost iznosi 9,7-10,1. Srednja koncentracija kisika iznosi 6,4 mg / L, a ukupna koncentracija otopljenih krutih tvari iznosi 16 500 mg / L. 
Jezero ima otoke koje koriste brojne ptice za svoja gnijezda. Na jezeru se nalazi najveća kolonija bijelih pelikana (oko 15 000) u cijeloj Africi. Voda jezera ima boju čaja i postoji visoka koncentracija soli, tako da ima okus sapunice, tako da je siromašna ribom.
Osim oborinskih voda, jezero dobiva vode iz dva stalna potoka i nekoliko sezonskih vodotoka, jezero nema odtok, i vodu gubi jedino isparavanjem.

## Gospodarstvo
Vode jezera pune su lužina koje se koriste za proizvodnju natrijevog karbonata. Procjenjene rezerve na jezeru Abijata, Šala i Čitu prelaze 460 milijuna tona.

## Vanjske poveznice
|  | Zajednički poslužitelj ima još gradiva o temi Šala (jezero) |

- shala stock images, Photographers Direct[neaktivna poveznica]